# Friesea baltica
Friesea baltica är en urinsektsart som beskrevs av Andrzej Szeptycki 1964. Friesea baltica ingår i släktet Friesea, och familjen Neanuridae. Arten är reproducerande i Sverige.